# Fubuki (Schiff, 1928)
Die Fubuki (japanisch 吹雪 ‚Schneesturm‘) war ein Zerstörer der gleichnamigen Klasse der Kaiserlich Japanischen Marine, der im Zweiten Weltkrieg zum Einsatz kam.

## Geschichte
Der Bauauftrag für die Dai-35-Gō Kuchikukan (Zerstörer Nr. 35), die spätere Fubuki, wurde an die Marinewerft in Maizuru vergeben. Diese legte das Schiff am 16. Juli 1926 auf Kiel und der Stapellauf erfolgte am 15. November 1927. Die Indienststellung erfolgte neun Monate später am 10. August 1928.
Zu Beginn des Pazifikkrieges gehörte die Fubuki der 11. Zerstörerdivision in der 3. Zerstörerflottille an und beteiligte sich an der japanischen Invasion in Malaya.
In den frühen Morgenstunden des 27. Januar 1942 trafen der Leichte Kreuzer Sendai und die 11. und 20. Zerstörerflottille unvermittelt auf den australischen Zerstörer Vampire und den britischen Zerstörer Thanet (siehe Gefecht bei Endau). Die Sendai und ihre Zerstörergruppe versenkten die Thanet. Die Fubuki schoss 102 Granaten auf die Thanet.
Vom 12. bis 16. Februar fuhr der japanische Leichte Kreuzer Yura mit der 3. Zerstörerflottille zusammen. Die Schiffe führten Sicherungs- und Säuberungsmissionen im Seegebiet vor Sumatra durch, vor allem in der Bangkastraße und in der Straße von Malakka, und suchten nach aus Singapur fliehenden alliierten Schiffen. Im März war die Fubuki Teil der Eskorte der Landungsstreitkräfte bei der Invasion Sumatras sowie gegen Ende des Monats bei der Invasion der Andamanen. Bei der Attacke im Indischen Ozean im April 1942 gehörte sie zur Flotte von Admiral Ozawa Jisaburō. Ende des Monats kehrte sie zu Reparaturarbeiten nach Kure zurück.
Anfang Juni 1942 nahm die Fubuki als Teil der Hauptflotte Yamamoto Isorokus an der Schlacht um Midway teil. Nach weiteren Eskortierungs- und Patrouillenaufgaben, unter anderem im Indischen Ozean, wurde sie im August nach Davao befohlen, von wo sie in die Schlacht um Guadalcanal eingriff.
Von 29. August bis 7. Oktober 1942 brachte die Fubuki als Teil des von den Amerikanern Tokyo Express genannten Systems Truppenverstärkungen nach Guadalcanal. Am 12. September bombardierten die Sendai und drei Zerstörer (die Fubuki, die Shikinami, und die Suzukaze) erstmals die Insel.
Am 11. Oktober 1942 nahm die Fubuki an der Schlacht von Cape Esperance teil. Sie wurde zuerst von dem US-amerikanischen Schweren Kreuzer San Francisco in Schussweite angegriffen. Danach wurde sie von der amerikanischen Flottille unter konzentrierten Beschuss genommen. Infolgedessen sank die Fubuki im Ironbottom Sound (9° 6′ S, 159° 38′ O). Von der Besatzung überlebte etwa die Hälfte (109 Mann).